# Myodopsylla gentilis
Myodopsylla gentilis är en loppart som beskrevs av Jordan et Rothschild 1921. Myodopsylla gentilis ingår i släktet Myodopsylla och familjen fladdermusloppor. Inga underarter finns listade i Catalogue of Life.